# Минарж, Микулаш
Микулаш Минарж (чеш. Mikuláš Minář; род. 6 марта 1993 года, Водняны, Чехия) — чешский активист. В период между январем 2018 года и сентябрем 2020 года был председателем ассоциации Миллион Мгновений (чеш. Milion Chvilek), которая ведёт общественную кампанию Миллион мгновений для демократии. Планировал войти в чешскую политику и принять участие в парламентских выборах в 2021 году, однако в марте 2021 года заявил о окончании своей политической карьеры. Британская газета The Times поместила Микулаша Минаржа в список Восходящих звёзд 2020 года.

## Биография
Родился в Воднянах в Южно-Чешском крае. Был лидером скаутов и лектором по противодействию травли в школах. Обучался на двух факультетах Карлова университета — Евангелический теологический факультет и Философский факультет. Приостановил обучение в 2017 году с целью полностью посвятить жизнь общественной деятельности.

### Миллион мгновений для демократии
После парламентских выборов в прошедших октябре 2017 года, на которых победило движение ANO 2011, во главе с Андреем Бабишем, Микулаш Минарж начал предпринимать меры в связи с предвыборным обещанием Бабиша развивать и поддерживать демократию в Чехии. Микулаш Минарж посчитал это обещание ложным и дерзким, поскольку Бабиш находился под уголовным преследованием полицией и будучи политиком, владел через свою фирму Agrofert средствами массовой информации. Поэтому, он инициировал петицию, в которой требовали, чтобы Бабиш исполнил своё обещание. Петиция под названием Момент для Андрея (чеш. Chvilka pro Andreje) была опубликована 17 ноября в День борьбы за свободу и демократию. В этот же день, утром, Микулаш Минарж передал эту петицию Андрею Бабишу во время памятных мероприятий на Национальном проспекте в Праге. После передачи петиции, Андрей Бабиш позвал инициаторов петиции на личную встречу в офисе движения ANO 2011. В ответ на это, инициаторы обратились к Бабишу с открытым письмом, в котором отвергли личную встречу с Бабишом, и потребовали, чтобы встреча прошла в нейтральном месте, и чтобы она прошла публично с возможностью её записать и опубликовать.
Авторы петиции, 31 января 2018 года, основали ассоциацию «Миллион Мгновений» (чеш. Milion Chvilek), председателем которой стал Микулаш Минарж. После основания ассоциации, он прервал своё обучение в Карловом университете и стал полностью посвящать свою жизнь общественной деятельности. В 2019 году, Микулаш Минарж стал главным инициатором протестов против назначения министром юстиции Марии Бенешовой, а затем и отставки Андрея Бабиша и Марии Бенешовой. Будучи председателем ассоциации  «Миллион мгновений», Минарж, активно призывал чешскую демократическую оппозицию к объединению на предстоящих парламентских и региональных выборах, чтобы голоса электората демократических партий не терял свою ценность.
В конце сентября 2020 года, Микулаш Минарж объявил о своей отставки с позиции председателя ассоциации «Миллион мгновений» и объявил, что намерен участвовать в парламентских выборах в 2021 году с новым политическим проектом.

### Политическая деятельность
После своей отставки с позиции председателя ассоциации «Миллион мгновений», Минарж основал ассоциацию PRO ČR, с целью основания политического движения Lidé PRO («Люди за»). Минарж поставил своей целью, создать альтернативу для избирателей движения ANO 2011 и тех, кто не ходит на выборы. Первой целью для создания нового движения, стало собрать 500 тысяч подписей, чтобы участвовать парламентских выборах в 2021 году. Сбор подписей, в том числе из-за пандемии COVID-19, проходил не очень активно и 24 марта 2021 года, Минарж заявил, что проект Lidé PRO завершается, и что он поддержит другие оппозиционные партии. Сам Минарж, заявил что тем самым завершает свою политическую карьеру.